# Mafia (trò chơi tập thể)
Mafia (tiếng Nga: Ма́фия), còn được biết đến với tên gọi Werewolf (nghĩa là Ma sói), là một trò chơi tập thể được sáng lập bởi Dimitry Davidoff vào năm 1986, mô phỏng một trận xung đột giữa một nhóm người thiểu số biết được nhiều thông tin trong trò chơi (mafia hay sát thủ), mỗi thành viên biết các thành viên còn lại trong nhóm; và một nhóm người đa số không biết được nhiều thông tin như sát thủ (người dân), chỉ biết có bao nhiêu sát thủ trong tổng số người chơi. Lúc bắt đầu trò chơi, mỗi người chơi được chỉ định vào một vai liên kết với một trong các nhóm trên bởi Quản trò. Trò chơi bao gồm 2 giai đoạn xen kẽ qua lại: Ban đêm, trong giai đoạn này sát thủ có thể bí mật chọn một người dân vô tội. Ban ngày, các thành viên người dân tranh luận và phán đoán xem ai là sát thủ rồi biểu quyết để loại ra một người mà họ tin rằng đó là sát thủ. Trò chơi tiếp tục tới khi tất cả các sát thủ bị loại ra hoặc số sát thủ còn lại nhiều hơn số người dân. Ở Việt Nam, trò chơi Ma sói nổi tiếng thực chất là phiên bản tiếng Việt của trò chơi bài The Werewolves of Millers Hollow (tạm dịch: Những con sói của Millers Hollow) được sáng tạo tại Pháp và dựa trên trò chơi này.

## Lịch sử hình thành
Dmitry Davidoff (tiếng Nga: Дми́трий Давы́дов, Dmitry Davydov) được cho là người sáng tạo ra trò chơi.

## Cách chơi

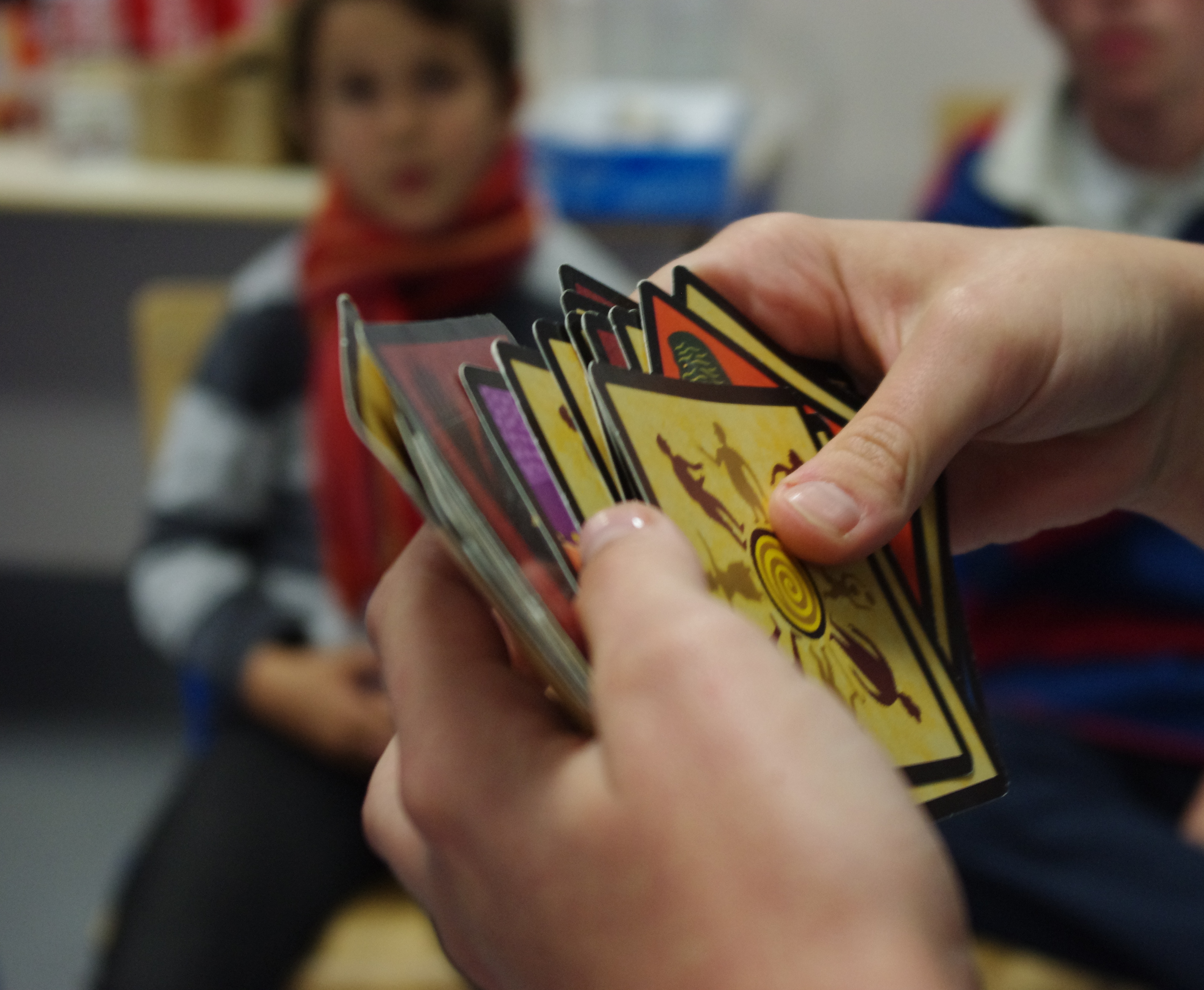
Trò chơi Mafia được điều khiển bởi một quản trò hoặc người kể chuyện. Người này sẽ phát cho mỗi người chơi một lá bài một cách bí mật thể hiện danh tính của họ trong trò chơi.

Ở dạng cơ bản nhất của trò chơi, Mafia thường có hai đội chơi: sát thủ và người dân. Khi chơi trực tiếp thì cần có một quản trò và quản trò không tham gia trò chơi với vai trò người chơi. Vai của người chơi được chỉ định bởi những lá bài mà quản trò phát cho mỗi người. Lúc bắt đầu trò chơi, mỗi thành viên nhóm sát thủ sẽ được cho biết danh tính của động đội, tuy nhiên người dân chỉ được biết số sát thủ trong trò chơi, và không biết được người chơi nào là sát thủ và người chơi nào là người dân thường.
Có hai giai đoạn: ban đêm và ban ngày. Vào ban đêm, những người chơi nhất định bí mật thực hiện những hành động đặc biệt; trong ngày, các người chơi thảo luận và biểu quyết để "lynch", hay loại, một người chơi nào đó. Hai giai đoạn này diễn ra xen kẽ nhau cho đến khi tất cả thành viên của nhóm sát thủ đã bị loại hoặc cho đến khi số lượng sát thủ nhiều hơn số lượng người dân.
Một số người chơi có thể được giao cho các vai với khả năng đặc biệt. Các vai đặc biệt phổ biến bao gồm:
- thám tử — người dân thường có khả năng biết được nhóm mà một thành viên nào đó tham gia;
- bác sĩ — một người có khả năng bảo vệ một người chơi nào đó khỏi việc bị giết vào mỗi đêm;
- barman (dịch thô là Người đàn ông phục vụ ở quán rượu) — một sát thủ có thể xoá bỏ khả năng của một vai khác trong đêm (vì ổng sẽ chuốc say người đó).

Nhà phát triển trò chơi điện tử Andrew Plotkin đã đề nghị trò chơi chỉ nên có đúng hai sát thủ, trong khi luật của bản gốc của Davidoff yêu cầu một phần ba số người chơi (làm tròn đến chữ số gần nhất) sẽ vào vai sát thủ. Trò chơi gốc của Davidoff không bao gồm các vai có khả năng đặc biệt. Theo luật của ông cho trò chơi "Ma sói", Plotkin đề nghị giai đoạn đầu tiên sẽ là ban ngày và số lượng người là một số lẻ. Những chi tiết này ngăn ngừa người chơi tránh khỏi việc bị giết trước ngày đầu tiên và trong hầu hết các kịch bản đều đảm bảo rằng trò chơi sẽ kết thúc một cách thú vị và ấn tượng bằng cách loại hết các sát thủ chứ không phải bằng một cái chết gây bất mãn và không thú vị.

### Ban đêm
Tất cả người chơi nhắm mắt lại, người Quản trò sẽ nói "Ban đêm đã đến và tất cả mọi người đều đang ngủ". Sau đó, Quản trò yêu cầu tất cả các thành viên nhóm sát thủ mở mắt ra và thừa nhận ai đó là đồng bọn của họ. Các thành viên sát thủ chọn một "nạn nhân" bằng cách ra chỉ vào một người dân, người được chọn nhiều nhất sẽ chết
Một quy trình tương tự cũng xảy ra cho các vai diễn khác với những hành động họ thực hiện trong đêm. Trong trường hợp của Thám tử, người đó sẽ chỉ ra một người chơi và đưa một trong hai kí hiệu ám chỉ người chơi đó thuộc Dân làng hay Sát thủ, Quản trò sẽ lắc đầu hoặc gật đầu. Trong giai đoạn ban đêm, người chơi có thể tạo ra một số âm thanh như gõ nhẹ lên một vật gì đó để che giấu những âm thanh tạo ra bởi các cử chỉ của quản trò, của Sát thủ hoặc của Nhà tiên tri.

### Ban ngày

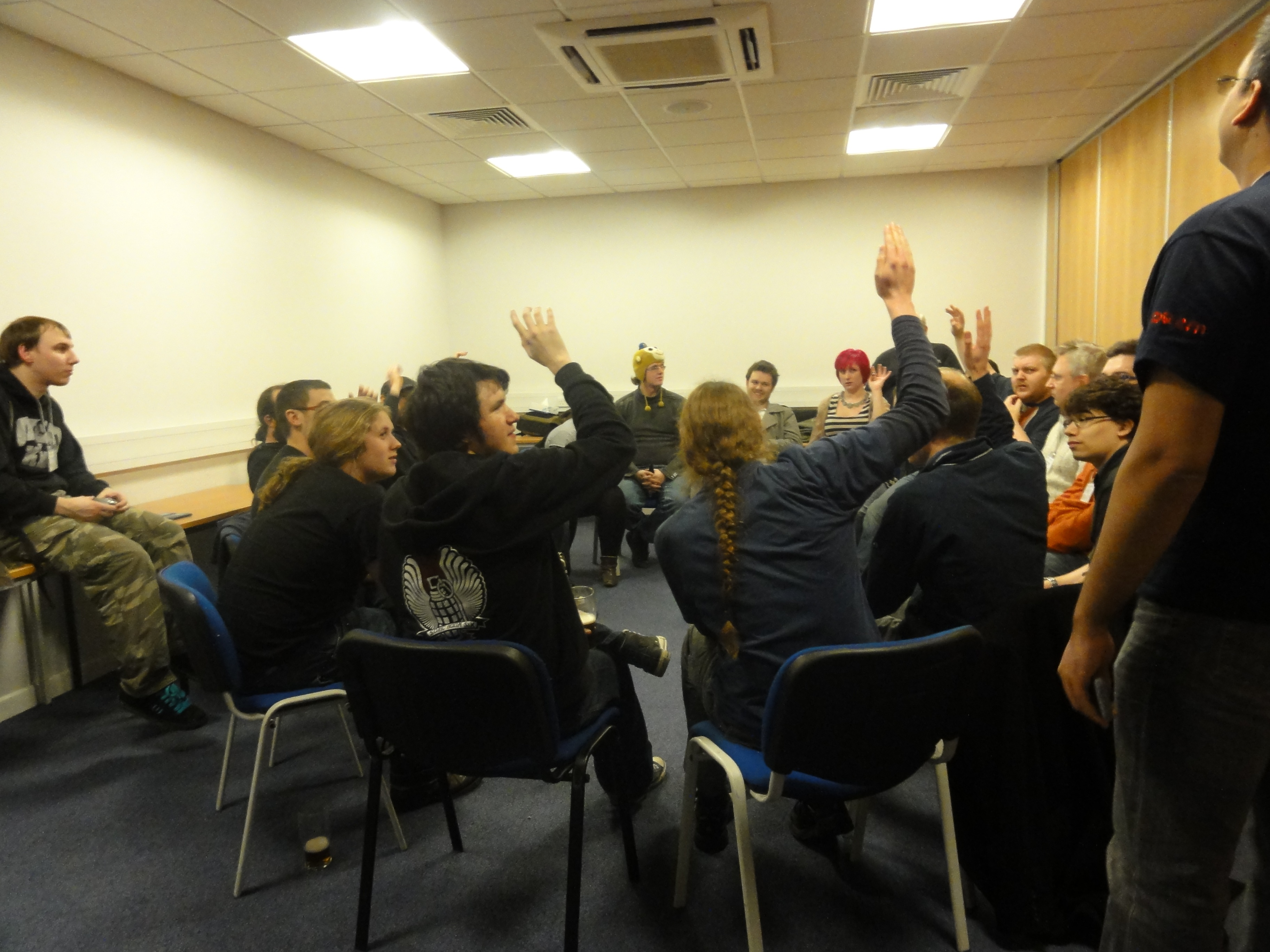
Vào ban ngày, tất cả người chơi có quyền biểu quyết và loại một người chơi khác.

Quản trò yêu cầu các thành viên mở mắt (tỉnh giấc) và thông báo rằng ai đó đã bị giết vào đêm qua. Thảo luận bắt đầu diễn ra sau đó. Tại bất kì thời điểm nào, một người chơi có thể buộc tội ai đó là sát thủ và nhắc nhở mọi người biểu quyết để loại người đó ra. Nếu hơn một nửa người chơi cùng biểu quyết, người bị buộc tội sẽ bị loại và giai đoạn ban đêm bắt đầu. Nếu không, giai đoạn này sẽ tiếp tục cho đến khi ai đó bị loại. Theo một số luật chơi, vai của người chết sẽ được tiết lộ; nhưng theo một số luật chơi khác thì lại không. Trong cả hai trường hợp, người đã chết không được phép gây bất kì ảnh hưởng gì đến phần còn lại của trò chơi. Vì người chơi có quyền cân nhắc về biểu quyết của mình nên ban ngày thường sẽ kéo dài hơn ban đêm.

### Điều kiện thắng
Trò chơi sẽ kết thúc khi thành viên sát thủ cuối cùng bị giết (trong trường hợp này, nhóm người dân chiến thắng) hoặc số thành viên sát thủ nhiều hơn hoặc bằng số người dân (nhóm sát thủ chiến thắng).